# Naeem Mohammed
Naeem Mohammed (11 novembre 1996) è un calciatore ghanese, attaccante dell'Halmstad.

## Carriera
Mohammed è cresciuto nella Tamale Utrecht Football Academy comunemente abbreviata in TUFA, una squadra ghanese ispirata all'FC Utrecht (il co-fondatore Frans van Seumeren è proprietario di maggioranza proprio dell'FC Utrecht) senza però essere ufficialmente parte del club olandese.
Nel marzo 2019 è stato annunciato che Mohammed sarebbe approdato in prestito fino alla fine dell'anno al Sandvikens IF, squadra svedese militante nella terza serie nazionale. La sua prima stagione nel paese scandinavo si è conclusa con 8 sue reti in 27 presenze, le quali hanno spinto la dirigenza a mantenerlo a titolo definitivo con un contratto pluriennale. Nei tre anni seguenti con i biancorossi, tutti trascorsi in terza serie, la sua produzione è andata in crescendo: nel campionato 2020 ha realizzato 14 gol in 29 partite, nel 2021 ne ha realizzati 17 in 26 partite mentre nel 2022 si è imposto come capocannoniere del girone nord dell'Ettan 2022 con 23 centri in 25 apparizioni, le quali hanno aiutato la squadra a raggiungere il secondo posto in classifica e quindi anche gli spareggi promozione persi però contro l'Örgryte.
Scaduto il contratto con il Sandvikens IF, a partire dalla stagione 2023 si è unito per tre anni all'Halmstad, società neopromossa nella massima serie svedese. Al suo primo anno nella massima serie svedese ha contribuito al raggiungimento della salvezza con 8 reti in 26 presenze. Aveva poi iniziato l'Allsvenskan 2024 con 5 gol nelle prime 13 giornate, ma il 7 luglio nella sconfitta esterna per 5-1 contro il Malmö FF ha riportato un grave infortunio ai legamenti crociati ed è stato costretto a chiudere anzitempo il suo campionato già prima della fine del girone di andata. Nonostante ciò, la squadra ha centrato la salvezza e Mohammed è rimasto comunque il miglior realizzatore stagionale dell'Halmstad con, appunto, 5 segnature, seguito da Birnir Snær Ingason e Yannick Agnero fermi a 4.

## Palmarès

### Individuale
- Capocannoniere dell'Ettan: 1

2022 (23 reti)